# 스기우라 미카코
스기우라 미카코(일본어: 杉浦 実可子, 1960년 12월 21일~)는 일본의 아티스틱스위밍 선수 출신 스포츠 평론가, 체육행정가이다. 1988년 하계 올림픽과 1992년 하계 올림픽에 참가해 1988년 하계 올림픽 싱크로나이즈 솔로와 듀엣 부문에서 각각 동메달을 획득했고 2007년 국제 수영 명예의 전당에 헌액되었다.
결혼 전 이름은 고타니 미카코(일본어: 小谷 実可子)였으며 1988년 하계 올림픽 개회식 때 일본의 기수를 맡으면서 올림픽 기수를 맡은 첫 번째 일본 여성이 되었다. 니혼 대학 문리학부를 졸업했고 스포츠 비즈에서 평론 활동을 하고 있으며 2024년 8월 기준으로 국가 올림픽 위원회 연합 위원, 일본 올림픽 선수 협회 이사, 세계 올림픽 선수 협회 부협회장으로 활동하고 있다.

## 선수 경력
1960년 일본 도쿄도에서 태어난 미카코는 초등학생 시절부터 아티스틱스위밍을 시작했고 1978년 캐나다 연령별 선수권 대회(영어: Canadian Age Group Championships)에 일본 대표로 출전해 아티스틱스위밍 솔로와 듀엣 부문에서 각각 3등을 차지했다. 1982년 미국 캘리포니아주 월넛크릭에 있는 노스게이트 고등학교(영어: Northgate High School)에서 미국 아티스틱스위밍 국가대표팀 감독이었던 게일 에메리로부터 아티스틱스위밍 유학 교육을 받았다.
1985년 도쿄도에서 열린 1985년 범태평양 수영 선수권 대회 싱크로나이즈드 솔로 종목에서 2등을, 듀엣 종목에서 1등을 차지했고 전일본 수영 선수권 대회에서 4연속 우승을 차지했다. 1988년 하계 올림픽에 출전하는 1988년 하계 올림픽 일본 선수단에서 개막식 기수를 맡으며 올림픽 기수를 맡은 첫 번째 일본 여성이 되었고 1988년 하계 올림픽 싱크로나이즈 솔로 부문에서 동메달을, 다나카 미야코와 함께 듀엣 부문에서 동메달을 획득했다. 그녀는 올림픽 이후 도쿄도 시민 영예상, 빅스포츠상, 내각총리대신배 은상을 받았다.
미카코는 1989년 스위스 오픈에서 우승을 차지했고 니혼 대학 문리학부를 졸업했으며 1990년 로마 싱크로나이즈드스위밍과 마요르카 오픈에서 솔로 우승을 달성했다. 오스트레일리아 퍼스에서 열린 1991년 세계 수영 선수권 대회에서 싱크로나이즈드스위밍 솔로 종목에서 동메달을 획득했고 다카야마 아키와 함께 듀엣 종목에 출전해 은메달을 획득했다. 수영 선수권 대회 이후 그녀는 휴식을 발표했고 1998년 동계 올림픽 유치전과 같은 대외 활동에 주로 참여했다.
미카코는 1992년 하계 올림픽을 앞두고 선수 활동을 재개했고 1992년 하계 올림픽 일본 선수단에 포함되면서 올림픽에 2연속 참가한 첫번째 일본 아티스틱스위밍 선수가 되었다. 그녀는 오쿠노 후미코, 다카야마 아키 등의 수영 선수들과 내부적으로 경쟁했고 듀엣 경기 직전 오쿠노와 다카야마가 출전자로 선택되면서 경기에 출전하지 않고 관중석에서 경기를 지켜봤다. 1992년 하계 올림픽 이후 그녀는 선수 은퇴를 발표했다.

## 은퇴 후 경력
선수 경력을 마감한 후 그녀는 아티스틱스위밍 교사, 스포츠 평론가, 1998년 동계 올림픽을 홍보하는 일본 올림픽 위원회 홍보기자, IOC 선수 위원회, 국가 올림픽 위원회 연합 위원, 일본 올림픽 선수 협회 이사로 활동했다. 그녀는 1997년 11월 25일 유엔 총회에 참석하면서 유엔 총회에 참석한 첫 번째 민간인이 되었고 1998년 동계 올림픽 동안의 올림픽 휴전 안건에 관해 연설했다. 이 안건은 총회에서 만장일치로 채택되었다.
미카코는 2006년 10월 교육재생회의 위원으로 취임했고 2007년 국제 수영 명예의 전당에 헌액되었다. 2008년 1월 괌 자연 대사로 임명되었고 2014년 9월 16일 일본중앙경마회의 비상근감사로 임명되었다. 2013년 2020년 하계 올림픽 유치를 위한 제안서를 발표하는 작업에 참여했고 2015년 릿쿄 대학의 겸임강사로 부임했으며, 당해 12월 선수 경력에서 은퇴한 이후 22년 만에 아티스틱스위밍 공연을 펼쳤다.
미카코는 2016년 1월 25일 2016년 하계 올림픽 폐막식에 진행될 깃발 인계식을 어떻게 진행할 지 조언하는 자문단의 일원으로 임명되었고 2017년 9월 일본 올림픽 위원회와 일본 올림픽 선수 협회 임원으로 임명되었다.
2023년 8월, 미카코는 선수 경력을 마감한 이후 처음으로 2023년 세계 수영 연맹 마스터스 선수권 대회 단체, 솔로, 듀엣 부문에 해당 대회 은메달리스트인 후지마루 미치요와 함께 지도자가 아닌 선수 자격으로 참가했고 대회에서 금메달 3개를 획득했다. 그녀는 2024년 현재 기존에 부임한 직책들 외에 세계 올림픽 선수 협회 부협회장으로도 활동하고 있다.

## 개인사
1988년 하계 올림픽 싱크로나이즈에서 미카코의 수영을 본 한 미국인이 그녀의 실력에 감탄해 미카코에게 야생 돌고래를 만나보라는 조언을 건넨 적 있었다.
미카코는 1999년 일본의 전직 단거리 달리기 선수였고 메이카이 대학 조교수로 일하던 스기우라 유사쿠와 결혼했다. 2001년 2월 첫째 딸이 태어났고 2006년 8월 둘째 딸이 태어났다.